# Sciame di dicchi Mackenzie

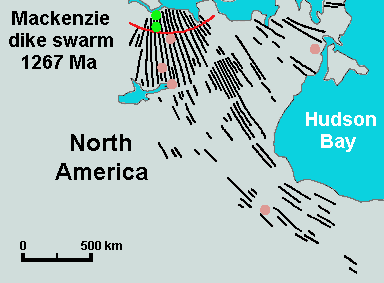
Mappa dello sciame di dicchi Mackenzie.

Lo sciame di dicchi Mackenzie (o semplicemente dicchi Mackenzie) forma una grande provincia ignea nel settore occidentale dello scudo canadese, in Canada. Lo sciame fa parte della grande provincia ignea Mackenzie ed è uno della trentina di sciami di dicchi presenti in varie parti dello scudo canadese. 
I dicchi Mackenzie rappresentano il più vasto sciame di dicchi conosciuto sul nostro pianeta. Si estendono in direzione nordovest per oltre 500 km in larghezza e 3.000 km in lunghezza, attraversando tutto il Canada dall'Artide fino alla regione dei Grandi Laghi. 
I dicchi, di composizione mafica, si insinuano tra rocce dell'Archeano e del Proterozoico, tra cui quelle che fanno parte del Bacino Athabasca nel Saskatchewan, del Bacino Thelon nel Nunavut e del Bacino del lago Baker nei Territori del Nord-Ovest.
Si ritiene che l'origine dello sciame Mackenzie sia collegata a un mantle plume chiamato punto caldo Mackenzie. Circa 1.268 milioni di anni fa, il cratone Slave fu parzialmente sollevato e intruso dal gigantesco sciame di dicchi Mackenzie. Questo fu l'ultimo evento importante che influenzò il nucleo del cratone, anche se successivamente si registrò ancora del magmatismo mafico lungo i suoi bordi. 